# Східноарабські числа
Східноарабські числа, також відомі як арабсько-індійські числа — цифрові символи, які використовують у текстах з арабським письмом в країнах Машріку (східна частина Арабського світу), Аравійського півострову та його варіанти в інших країнах, які використовують перські цифри.

## Цифри

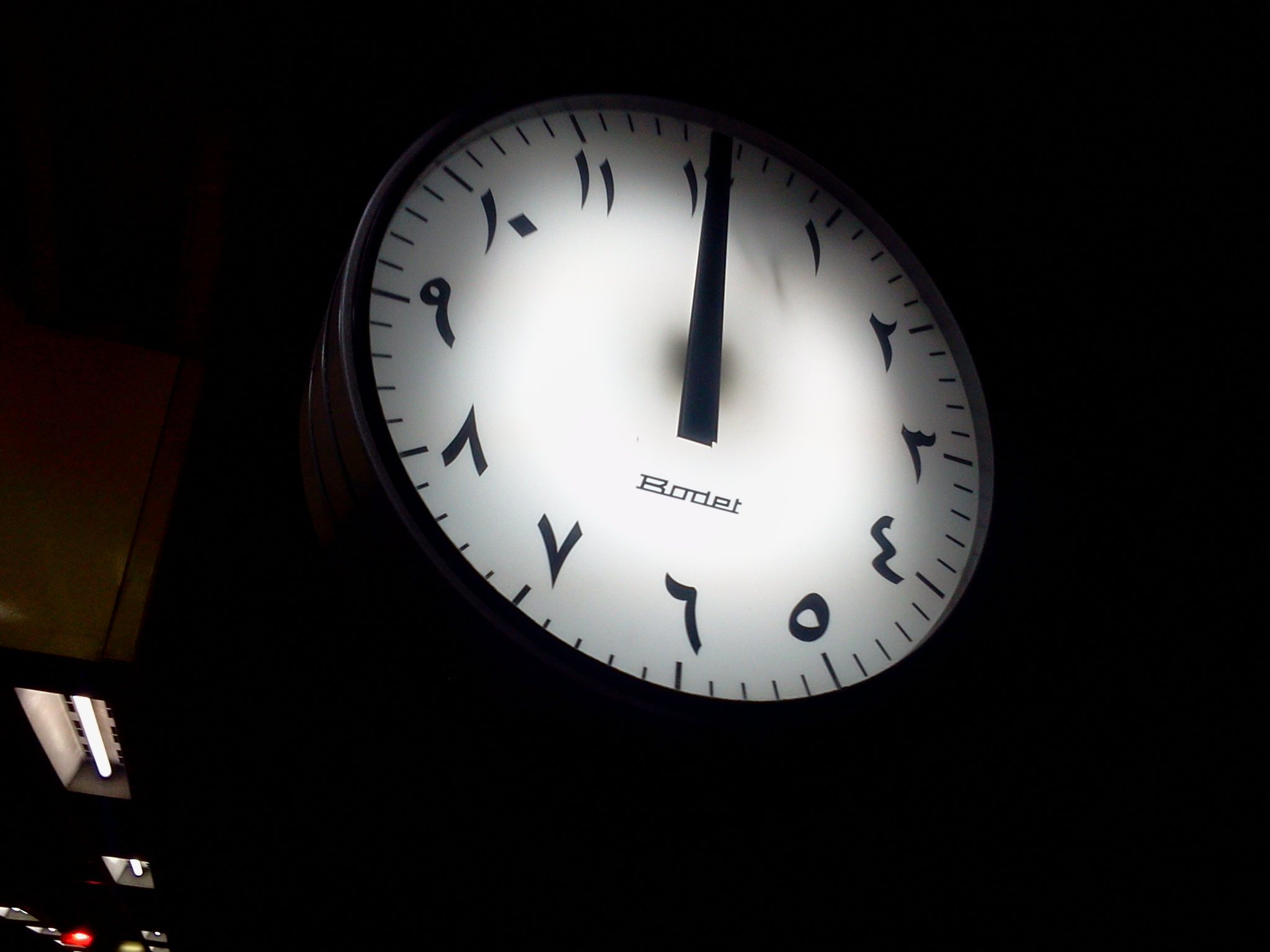
Годинник зі східноарабськими цифрами на циферблаті

Кожна цифра в перському варіанті має інший Юнікод, навіть якщо вона вигляжає ідентично до східноарабського відповідника. Натомість варіанти, що використовуються в урду, синдхі та  інших мовах Південної Азії не мають окремих від перських цифр кодів.
| Західноарабські | 0 | 1 | 2 | 3 | 4 | 5 | 6 | 7 | 8 | 9 | 10 |
| Східноарабські  | ٠ | ١ | ٢ | ٣ | ٤ | ٥ | ٦ | ٧ | ٨ | ٩ | ١٠ |
| Перська         | ۰ | ۱ | ۲ | ۳ | ۴ | ۵ | ۶ | ۷ | ۸ | ۹ | ۱۰ |
| Урду            | ۰ | ۱ | ۲ | ۳ | ۴ | ۵ | ۶ | ۷ | ۸ | ۹ | ۱۰ |
| Абджадія        |   | ا | ب | ج | د | ه | و | ز | ح | ط | ي  |

1. ↑  від U+0660 до U+0669
2. ↑  від U+06F0 до U+06F9. Цифри 4, 5 та 6 відрізняються від східноарабських.
3. ↑  Ті самі символи Юнікоду, що й у перської, але мова урду. Цифри 4, 6 та 7 відрізняються від перських. На деяких пристроях вони можуть виглядати ідентичними з перськими.

Попри те, що напрямок арабського письма справа наліво, у складних числах цифри розташовуються зліва направо від найбільшої групи (тисячі, сотні, десятки, одиниці), як і в західноарабській числовій системі.
Знак від’ємності пишуть справа від числа, наприклад −٣ (−3).
В дробових числах чисельних пишеться зліва, а знаменник — справа, наприклад: ٢/٧ (2⁄7).
В десяткових дробах як десятковий розділювач використовують нормальну кому , або символ ٫, наприклад: ٣,١٤١٥٩٢٦٥٣٥٨ (3.14159265358).
Арабська кома ، або символ ٬ можуть використовувати для відокремлення тисяч у складних числах, наприклад: ١،٠٠٠،٠٠٠،٠٠٠ (1,000,000,000).

## Сучасне використання

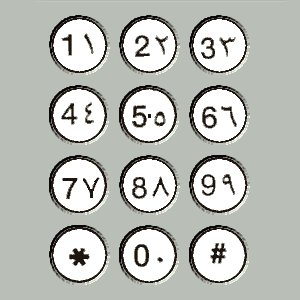
Кнопки на телефоні з двома формами арабських цифр: західноарабські ліворуч та східноарабські праворуч

Східноарабські цифри переважають над західноарабськими у багатьох країнах на сході Арабського світу, зокрема в Ірані та Афганістані. 
В арабомовній Азії, а також в Єгипті та Судані використовують обидва типи цифр, причому західноарабські набувають все більшого поширення навіть у традиціоналістських країнах на кшталт Саудівської Аравії. В Об’єднаних Арабських Еміратах використовують обивді системи.
В Пакистані західноарабські цифри використовують в цифрових текстах, а східноарабські — в друкованих публікаціях та на вуличних знаках. 
В Магрибі використовують тільки західноарабські цифри. В середньовіччі тут використовували трохи видозмінені східноарабські цифри, з яких власне й виникли західноарабські.